# Десет ярда
„Десет ярда“ е американска комедия от 2004 г., режисиран от Хауърд Деут и продължение на филма от 2000 г. „Девет ярда“. Той се основава на героите, създадени от Мичъл Капнер, сценарист на първия филм. Във филмът участват звездите Брус Уилис, Матю Пери, Аманда Пийт, Наташа Хенстридж и Кевин Полак.
Премиерата е на 7 април 2004 г. в Северна Америка. За разлика от първия филм, който е търговски успех, въпреки че получава смесени отзиви, „Десет ярда“ е сериозен рейтингов и търговски неуспех.

## Сюжет
Благодарение на фалшифицирани стоматологични записи, доставени от бившия му съсед Николас „Оз“ Озерански (Матю Пери), пенсионираният убиец Джими „Тюлипът“ Тудески (Брус Уилис) сега прекарва дните си, като непрекъснато почиства къщата си и усъвършенства кулинарните си умения със съпругата си Джил, предполагаем убиец (всички, които тя е наета да убие, умират преди това при странни инциденти). Междувременно Оз е женен за бившата съпруга на Джими, Синтия, и има зъболекарски кабинет в Калифорния, и сега очакват първото си дете, но връзката им се усложнява поради прекомерната параноя на Оз за сигурността, както и тайните срещи на Синтия с Джими.

## Участват
- Брус Уилис – Джеймс Стефан „Джими Тюлип“ Тудески
- Матю Пери – д-р Николай „Оз“ Осерански
- Аманда Пийт – Джил Свети Клер Тудески
- Кевин Полак – Ласло Гоголак
- Наташа Хенстридж – Синтия Осерански
- Франк Колисън – Щрабониц „Страбо“ Гоголак
- Джони Меснер – Зево
- Сила Уиър Мичъл – Йермо
- Джордж Блеър – Жево
- Таша Смит – Жул „Джули“ Фигероа
- Саманта Харис – Лагуна

## В България
На 25 май 2016 г. bTV Action излъчи филма с български дублаж за телевизията. Дублажът е от Андарта Студио. Екипът е от:
| Преводач           | Гергана Стойчева-Нуша                                         |
| Тонрежисьор        | Николай Станимиров                                            |
| Озвучаващи артисти | Петя Силянова Весела Хаджиниколова Кристиян Фоков Иван Петков |